# مونته پلاتا
مونته پلاتا (به لاتین: Monte Plata) یک شهر در جمهوری دومینیکن است که در سانتو دومینگو واقع شده‌است.

## خصوصیات
مونته پلاتا ۶۲۳٫۵۵ کیلومترمربع مساحت و ۵۷٬۵۵۳ نفر جمعیت دارد و ۵۶ متر بالاتر از سطح دریا واقع شده‌است.